# Morane (Polinésia Francesa)

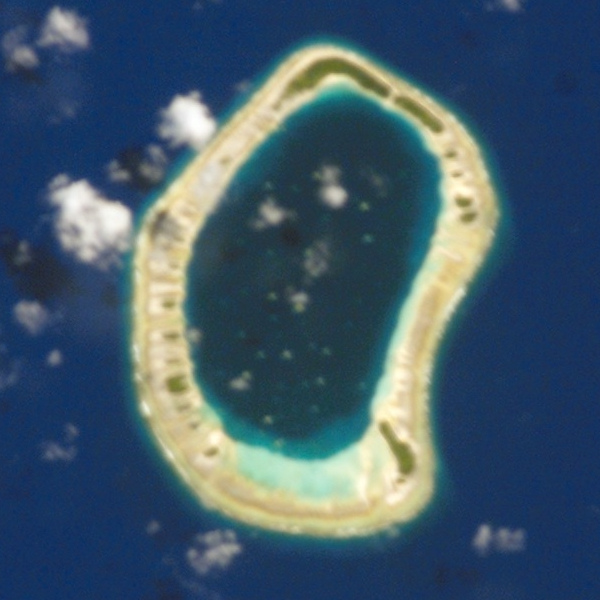
Foto de satélite do Atol Morane.

Morane é um pequeno atol isolado do Arquipélago Tuamotu, na Polinésia Francesa. Ela está localizada a 153 km ao sudeste de Maria Est, sua ilha mais próxima. Possui uma área de 2 km² e o lago de 11 km². Coordenadas geográficas: 
O Atol Morane é o atol mais meridional do arquipélago Tuamotu. Ele possui 4,8 km de comprimento com uma largura de 3,2 km. Ele possui uma lagoa sem passagem para entrar.
Os rochedos e recifes das ilhas são cobertas com pinheiros (Pandanus) e coqueiros.
Morane é desabitada.

## História
Morane foi mencionada pela primeira vez em 1832 (ano de descoberta), pelo baleeiro americano Nathaniel Cary. Ele nomeou como "Ilha Barstow" depois da passagem do seu navio Gideon Barstow. Em alguns mapas ele aparecia como "Cadmus". 

## Administração
O Atol Morane é administrado pela comuna das Ilhas Gambier.

## Ecologia
O Atol Morane tem uma das maiores concentrações de Prosobonia cancellata, com aproximadamente 150 à 200 indivíduos da espécie.

## Relações externas
- Nomes das Ilhas Paumotu
- Tuamotuichthys bispinosus, uma nova espécie de peixe do Atol Morane
- Lista de Atóis (em francês)